# Francisco Manuel de Melo
Francisco Manuel de Melo (Lisbonne, 23 novembre 1608 – 24 août 1666) est écrivain, homme politique et militaire portugais, qui appartient également à l'histoire militaire et littéraire de l'Espagne. 
Considéré comme le plus grand dramaturge portugais de la période de l'Union ibérique, Francisco Manuel de Melo s'illustre dans toutes les variétés de la littérature baroque de la Péninsule : histoire, poésie, pédagogie, sciences, morale, théâtre, laissant une œuvre considérable, qui mêle au style et à la thématique baroque (l'instabilité du monde et de la fortune, dans une vision religieuse), un cosmopolitisme et un esprit galant, propres à la haute aristocratie portugaise (fidalguia) à laquelle il appartient. 
Son biographe Edgar Prestage dit de lui « qu'il était versé dans les matières les plus diverses ; il pouvait prendre les commandes d'une escadre en haute mer, ou d'un bataillon, diriger un banquet diplomatique ou un bal à la cour, argumenter sur un point de théologie, réciter une ballade, expliquer l'étymologie d'un mot, composer de la musique pour un opéra, ou pénétrer les mystères de la cabale. »
Sa pièce de théâtre L'Apprenti gentilhomme (O Fidalgo Aprendiz) figure sur la liste des 50 œuvres essentielles de la littérature portugaise établie en 2016 par le très prestigieux Diário de Notícias. Publiée pour la première fois à Lyon en 1665, elle aurait servi de source d'inspiration à Molière pour écrire Le Bourgeois gentilhomme (1670),.

## Biographie

### Naissance et jeunesse
Francisco Manuel de Melo naît à Lisbonne dans une famille de la haute noblesse. Par son père, D. Luis de Melo, il appartient à la famille espagnole des Manuel qui descend du roi de Castille Ferdinand III de Castille qui reconquit au XIIIe siècle une partie de l'Andalousie sur les musulmans. Il est également parent des Bragance de Portugal, et a avec le huitième duc de Bragance, D. João (1604-1656), qui devient roi en 1640 (sous le nom de Jean IV), un ancêtre commun, le troisième duc de Bragance exécuté à Évora, en 1483, sur l'ordre du roi Jean II de Portugal. La mère de Melo, D. Maria de Toledo de Maçuellos, est quant à elle fille d'un alcalde mayor d'Alcalá de Henares, et (selon certaines sources) petite-fille du chroniqueur et grammairien juif portugais Duarte Nunes de Léon, ou de Leão. 
Le père de D. Francisco, D. Luis, militaire, meurt en 1615, dans l'île de São Miguel, des Açores, laissant, outre le jeune orphelin, une fille, Isabel. Conformément à l'usage, en février 1618 Philippe II du Portugal prend le jeune Melo sous sa protection et le nomme « garçon-gentilhomme » (Moço-Fidalgo), et le jour suivant, « gentilhomme-écuyer » (Fidalgo-escudeiro) de la Maison Royale du Portugal.
Melo fait ses études au collège jésuite de Lisbonne, le Colégio de Santo Antão, études interrompues par lui dès l'âge de 17 ans, pour s'engager dans l'armée. C'est ce qu'il explique, en 1636, dans sa première lettre à D. Francisco de Quevedo : « Parce que dès les premières années, en raison de la mort de mon père, il me manqua quelqu'un qui me disposa aux emplois dignes des hommes de bien. La liberté, plus qu'autre chose, m'amena à embrasser la carrière des armes, et cette vie de soldat (si une telle inquiétude peut s'appeler vie). Je la suis jusqu'à présent »
En 1625, à l'âge de 17 ans, il écrit un petit traité de mathématiques Concordancias Matemáticas de antiguas y modernas hipótesis, et à 18 ans, une nouvelle intitulée Las finezas malogradas, tous deux perdus. En 1626, il s'engage dans les galères qui mouillent à Lisbonne, puis dans l'escadre commandée par D. Manuel de Meneses, général qui vient de se couvrir de gloire dans la reprise de Salvador de Bahia aux Néerlandais.

### La carrière des armes au service des Habsbourg

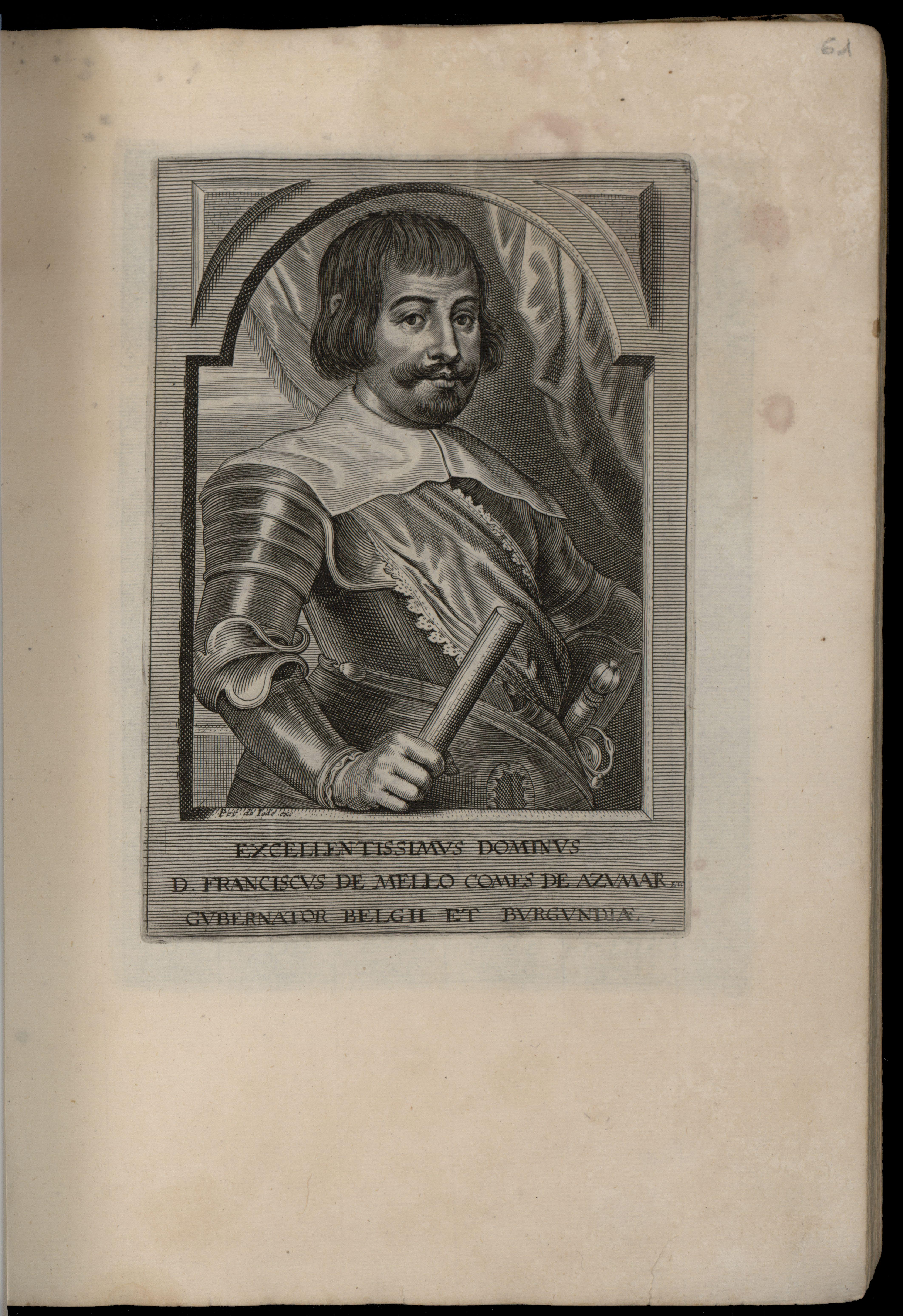
Francisco Manuel de Melo représenté par Pieter de Jode le Jeune en 1652

Alors qu'elle passe au large des côtes françaises de Saint-Jean-de-Luz et d'Arcachon en janvier 1627, l'escadre sur laquelle se trouve Melo essuie une tempête exceptionnelle, qui aboutit au plus grand naufrage de l'histoire de la marine portugaise. Les sept navires sombrent, parmi lesquelles deux énormes caraques des Indes de 1 800 tonneaux chargées de pierres précieuses et d'épices, ainsi que les cinq galions de guerre qui les escortent, portant la fine fleur de l'aristocratie portugaise. Avec 2 000 morts, et seulement 300 rescapés, ce naufrage constitue, du point de vue des pertes humaines, de la pire catastrophe militaire subie par le Portugal depuis la défaite et la mort du roi Sébastien à Alcacer Quibir (Ksar el-Kébir), au Maroc, en 1578. 
Sauvé, ainsi que son chef, après avoir été chargé d'ensevelir les cadavres des naufragés, il se rend pour la première fois à Madrid, puis il rembarque à bord du São Salvador, bâtiment de guerre faisant partie d'une formation navale sous les ordres de Tristão de Mendonça Furtado, qui l'emmène combattre contre des pirates barbaresques. À l'issue de ces campagnes, il est armé chevalier en 1629, puis il est nommé capitaine d'infanterie, chargé de recruter une compagnie à Lisbonne. 
Cette année-là voit la publication de sa première œuvre littéraire, un petit recueil de douze sonnets écrits en castillan : Doce sonetos por varias acciones en la muerte de la Señora Doña Inés de Castro. Deux ans plus tard, en 1631, il rédige à l'attention du roi Philippe III de Portugal un Mémoire sur la contribution à demander à la noblesse portugaise (Memorial ofrecido al Rey Nuestro Señor sobre el donativo que se trata pedir a la Nobleza del Reino de Portugal), resté inachevé et manuscrit. Parti séjourner à Madrid où se trouve la cour royale, il est fait membre de l'Ordre du Christ en 1634, ce qui le propulse au sein de l'élite portugaise, et lui permet de bénéficier d'un nombre considérable de privilèges, parmi lesquels celui de ne pas pouvoir être incarcéré dans des prisons publiques. Il s'engage alors dans l'escadre envoyée à La Corogne, sur le vaisseau Bom Sucesso. 
Nommé gouverneur de Baiona en Galice, il entre en contact avec les plus éminents intellectuels de l'époque comme Francisco de Quevedo. Les décès successifs de sa mère, puis sa sœur Isabel au début de l'année 1636 l'amènent à revenir à la littérature. Dans un sonnet de la Harpa de Melpomene, qu'il intitule Pour les deux morts jointes de mère et sœur (En las dos muertes juntas de Madre y Hermana), il écrit : 
| (...) "Cerca han dado los tiros de la Muerte : Ese lo dice, y aquél, despojo humano ; Pues si ésta, que hoy me erró, tuerce la mano, Quién duda que al tercero tiro acierte? Acertar de mi mesmo en tanta parte Mal dije que era errarme! Antes ha sido Un ensayarse al golpe de mi vida. Señor, tu providencia asi reparte El dolor, donde fue menos sentido, El horror, donde no parece herida". | (...) "Est passé près, le tir de la mort : Celui-ci le dit, et celui-là, butin humain ; Mais si même, aujourd'hui, m'ayant manqué, elle se lamente, Qui doute qu'au troisième tir elle ne vise juste ? Atteindre de moi-même en tant de parts C'est faux de dire qu'elle a manqué sa cible ! C'est bien plutôt s'essayer au coup funeste de ma vie. Seigneur, ta providence ainsi répartit La douleur, où elle fut moins sentie, L'horreur, où n'apparait pas de blessure". |

La même année, après un passage à Madrid, il s'embarque sur le bateau amiral São Francisco, qui est envoyé à Cadix, puis à Malaga au secours du comte de Linhares. En 1637, Melo est envoyé mater les soulèvements anti-espagnols à Évora, au Portugal avec le Comte de Linhares. Il revient à Madrid (en passant par Vila Viçosa où se trouve le palais des Bragance), pour informer le Comte-Duc d'Olivarès de ces événements. En avril 1638, il publie sa Política militar en avisos de generales, dédiée à la fois au Comte de Linhares, et à Olivarès. À ce moment, il semble qu'il a été déjà arrêté et incarcéré deux fois, en 1637 et 1638, pour des motifs inconnus.
En décembre 1638, il est chargé de recruter un tercio pour mater la révolte des Flandres. Placé à la tête de son unité, il conduit ses hommes à La Corogne et assiste à la défense de la ville contre l'escadre française commandée par l'archevêque de Bordeaux, Henri d'Escoubleau de Sourdis. Chargé, ensuite, de l'embarquement des tercios pour les Pays-Bas, il se voit confier la manœuvre du galion São Francisco de l'escadre de l'amiral espagnol Oquendo qui, le 11 septembre, arrive dans le Canal de la Manche et livre bataille aux Néerlandais, combat décrit en détail dans l'Epanáfora Bélica. En décembre de la même année, sa présence est signalée dans divers postes des Flandres.

### Guerre de Restauration et passage au service des Bragance
Sans doute au début de 1640, D. Francisco revient par voie de terre à Madrid, où il est largement récompensé de ses services. Successivement affecté à la Junte installée à Vitoria pour la direction de la guerre contre la France, puis nommé adjoint du Marquis de Los Vélez, commandant en chef de l'armée de pacification de la Catalogne révoltée, c'est lui, en particulier, qui négocie la capitulation de la place des Cambrils. À l'issue de cette négociation, le roi Philippe III et son ministre le comte-duc d'Olivarès le chargent d'écrire l'histoire de la campagne. 
Alors qu'il remplit avec zèle son double devoir de soldat et d'historien, éclate au Portugal la Restauration de la dynastie nationale de Bragance. Du fait de son ascendance, Melo est immédiatement considéré par les Espagnols comme un suspect à neutraliser. Dans les lettres mêmes de notification à Vélez de la révolution portugaise est ordonnée l'arrestation de D. Francisco Manuel de Melo qui est saisi, chargé de fers et conduit à la capitale espagnole, où il passe quatre mois en prison. Libéré en mai 1641, il est nommé par le gouvernement espagnol maître de camp et destiné aux Flandres. C'est au cours de ce voyage par terre vers les Flandres, en territoire français, que D. Francisco rencontre Philippe Hérule Puteau (Van de Putte), fils d'Erick Van de Putte, successeur de Juste Lipse à Louvain, épisode qu'il raconte, dans l'Hospital das letras. 
Prenant fait et cause pour le nouveau roi du Portugal Jean IV, Melo s'enfuit à Londres, où il participe aux négociations en vue du renouvellement de l'alliance entre l'Angleterre et le Portugal. Une flotte de secours étant organisée aux Pays-Bas pour aider les portugais à se défendre contre l'Espagne, D. Francisco est nommé Général d'Armada (General da Armada), s'embarque et arrive à Lisbonne, le 10 septembre 1641. Cette année-là aussi, il contribue activement à la formation d'une armée nationale, et il dirige la construction d'une partie des fortifications de Lisbonne. Cependant dès novembre il est suspect d'intelligence avec les Espagnols. Pourtant, il occupe des fonctions secondaires dans les troupes de la guerre de la Restauration, en Alentejo.

### Les années de prison et l’œuvre littéraire
Poursuivi en Espagne pour son attachement au Portugal, Melo se retrouve rapidement aux prises avec la justice au Portugal. Le 19 novembre 1644, il est accusé du meurtre de Francisco Cardoso, domestique du comte de Vila Nova, et enfermé dans la tour de Belém, à Lisbonne, puis transféré à la tour Vieille de Caparica, sur la rive gauche du Tage. En dépit des multiples recours juridiques, deux requêtes et une épître déclamatoire, du prestige des services prêtés (même depuis la prison), de l'influence de l'œuvre littéraire publiée entretemps, d'une lettre d'intercession de Louis XIV, de l'appui des gouverneurs-en-armes et d'une demande en commutation du Conseil de guerre, le roi Jean IV traite Melo avec une extrême rigueur. Une rivalité du monarque quant aux faveurs de la comtesse de Vila Nova, et une méfiance relativement à sa fidélité politique sont les deux hypothèses avancées par les historiens pour expliquer la mauvaise volonté du roi, qui garde Melo douze ans en prison. 
Dans son Diccionario bibliographico portuguêz, Innocêncio Francisco da Silva écrit à propos de cette affaire : "Monsieur J.C. Ayres de Campos vient de me communiquer une note très curieuse, placée par une main contemporaine (de Melo) dans un des intéressants livres manuscrits qu'il possède. De cette note on apprend explicitement que le motif occulte de la persécution faite à D. Francisco fut une rencontre nocturne, que celui-ci eut avec le souverain lui-même, chez une dame de haute noblesse (dont la décence m'empêche de dire le nom) dame sachant très bien faire à qui lui demandait, que l'un et l'autre convoitaient ; et pour laquelle en cette occasion ils en vinrent aux mains, dégainant leurs épées, et se blessant mutuellement. Il parait que l'avantage resta alors du côté de D. Francisco. Mais peu après la nuit fatale, apparaissant mort un domestique de la dame, la justice complaisante profita de cet événement pour venger Sa Majesté offensée, mettant l'assassinat sur le compte de son téméraire concurrent, etc."
Pendant cette longue captivité, Melo écrit une grande partie de ses œuvres les plus connues : en 1644-1645, l'Auto do Fidalgo Aprendiz ; en 1645, l'Historia de los movimientos, guerra y separación de Cataluña, son chef-d'œuvre castillan, sous le pseudonyme de Clemente Libertine (voir plus bas) ; la même année, Eco político ; deux ans plus tard, en 1647, le Manifesto de portugal et El Mayor Pequeño, livre sur Saint-François d'Assise. À cette époque encore, il compose à la demande du roi une partie du D. Teodosio II, toujours en castillan, sur l'histoire de la Maison de Bragance qu'il ne rédigera que jusqu'à l'enfance de D. Teodosio, son 7e duc, père du « Restaurateur ». En 1648-1649, Melo fait paraître les deux parties de son Fénix de África, livre oratoire sur saint Augustin. En 1649, il publie le recueil de vers espagnols Las Tres Musas del Melodino, et un manifeste officiel sur la question des princes palatins révoltés contre Cromwell et réfugiés à Lisbonne. En 1650, parait Relação dos Sucessos da Armada que a Companhia Geral do comércio Expediu ao Estado do Brasil. En 1651, Carta de Guia de Casados.
Cette année-là Melo est transféré au Château Saint-Georges de Lisbonne, puis, dans une troisième instance de jugement de son procès, il est condamné à l'exil au Brésil, au lieu de l'Inde portugaise. Le 17 avril 1655, il s'embarque pour l'exil dans des conditions très honorables, puisque le chef de la flotte, Francisco de Brito Freire, qui part pour Bahia, le charge du commandement de l'un des navires. Il vit trois ans à Bahia, dans le fort de Montserrat. L'influence du Nouveau Monde quoique peu accentuée, se retrouve dans certains aspects de son œuvre. C'est seulement à la mort de Jean IV, en 1658, qu'il peut retourner au Portugal.

### Retour au Portugal et réhabilitation
Deux ans après son retour au Portugal, en 1660, il fait paraître Les Epanáforas de Vária Historia Portuguesa, et durant l'hiver de cette année, assiste aux séances de l'Académie des Généreux (Academia dos Generosos) dont il est plusieurs fois président. Revenu en faveur à la cour dominée par son ami Castelo Melhor, premier ministre, Melo est chargé de plusieurs missions importantes à l'étranger : le mariage de son nouveau roi Alphonse VI, second fils de D. Jean IV, avec une princesse italienne, la confirmation par le Saint-Siège des nominations d'évêques portugais à laquelle s'oppose la diplomatie espagnole et les questions relatives à la protection contre l'Inquisition des juifs convertis, en harmonie avec les idées du jésuite Antonio Vieira. À Rome, Melo profite de son séjour pour publier les deux volumes de ses Obras Morales, en 1664, et la 1re partie des Cartas familiares. En avril ou mai, il part pour la France, où il est chargé des négociations d'un nouveau mariage envisagé pour le jeune roi Alphonse VI avec une princesse française. Il y publie, à Lyon, les Obras Métricas qui réunissent un ensemble considérable de vers espagnols et portugais.
Son séjour en France dure peu de temps, il y voyage sous le nom de Monsieur Chevalier de S. Clement. Il retourne en Italie dès l'automne qu'il passe à Gênes et Parme. En s'appuyant sur ces dates, Ann Lapraeck de Livermore a émis l'hypothèse que D. Francisco pourrait être l'auteur des Lettres portugaises, publiées pour la première fois en 1669. Après avoir décrit quelques concordances chronologiques et similitudes de noms (Clement/Clermont - possible auteur - est la plus notable), elle justifie que les lettres citent Louis XIV en le valorisant, par le fait que les deux hommes se connaissaient et le choix de cette forme de récit par l'amour de notre auteur pour l'art épistolaire que prouvent ses nombreuses lettres (cartas familiares), etc. .
Revenu au Portugal. D. Francisco est nommé député de la Junte des Trois Etats (Junta dos Três Estados), poste financier très rémunérateur. Mais il meurt peu après, le 24 août 1666, âgé de 58 ans.

## Œuvre

### Théâtre

#### L'Apprenti gentilhomme(Auto do Fidalgo Aprendiz)
Le théâtre portugais de l'époque était dans une phase peu créative, en dépit du fait qu'on représentait beaucoup de petites pièces populaires dans les rues et les foires, et des tragédies classiques dans les collèges de Jésuites, comme dans celui dans lequel Melo étudia. On imitait et on adaptait beaucoup de ce qui était fait en Espagne.
Écrit avant 1646, dans la Torre Velha (Tour vieille) da Caparica où il était emprisonné, l'Auto do Fidalgo Aprendiz, est une satire de l'aristocratie provinciale. Une parenté indéniable a été signalée dès la fin du XIXe siècle entre Auto do Fidalgo Aprendiz, publié pour la première fois à Lyon avec les Obras Métricas en 1665, puis à Lisbonne séparément en 1676, et la pièce de Molière, Le Bourgeois gentilhomme (1670). 
Dans le premier acte l'apprenti gentilhomme comme monsieur Jourdain prend des leçons d'escrime, de poésie, de musique et de danse. En outre, certains détails se retrouvent curieusement dans les deux œuvres : de même que le héros portugais préfère les danses populaires aux danses de cour, monsieur Jourdain penche pour la chanson de Jeanneton alors qu'il reste insensible aux airs de cour (Resp. I, 6 et I, 2). À un autre moment, l'apprenti gentilhomme appelle ses valets ; monsieur Jourdain vérifie comme lui que les siens sont bien là (Resp. I, 2 et I, 2). Enfin, détail intéressant parmi d'autres, le maître de poésie dit que ses élèves nobles ne savent « nem prosa nem rima », ce qui rappelle que monsieur Jourdain ignore cette distinction entre prose et vers (II, 5). Mais on ignore si Molière a eu ce texte entre les mains, s'il en a entendu parler, ou s'il existe une source commune, antérieure à ces deux pièces. 
Cette pièce est la plus connue de celles de D. Francisco (les autres se sont perdues pour la plupart). Il suit la tradition Vincentine : satire, critique sociale, usage du rondeau) mais on note aussi une claire influence du théâtre espagnol (spécialement celle de Lope de Vega). Les équivoques et les scènes du type « de cape et d'épée » étaient aussi nouvelles au Portugal.

### Littérature didactique, critique et morale
Une grande partie de l'œuvre de Francisco Manuel de Melo est dédiée au genre didactique.

#### Apólogos Dialogais
Les quatre Apólogos Dialogais, publiés pour la première fois en 1721, rassemblent plusieurs œuvres : 
Textes de critique sociale et morale (Relógios Falantes (Horloges parlantes), Escritório do Avarento (Secrétaire de l'avare), Visita das Fontes (Visite des fontaines ou Visite des sources)). 
Textes de critique littéraire (l'Hospital das Letras - Hôpital des lettres) écrit en 1657, qui est considéré comme la première œuvre de critique littéraire véritablement structurée, en portugais). Il en existe une édition établie par Jean Colomès avec une introduction très intéressante en français, ainsi que de très nombreuses notes, toujours en français. Le texte n'a pas été traduit. Éditions de la Fundação Calouste Gulbenkian, Paris 1970.
Les apologues, considérés par D. Francisco lui-même comme des œuvres excentriques, consistent en des dialogues entre objets (excepté le Hospital das letras, où les interlocuteurs du dialogue ne sont pas les livres et les manuscrits malades, qui gisent dans une bibliothèque, quoiqu'ils émettent quelques plaintes, mais trois écrivains morts Trajano Boccalini, Juste Lipse, Quevedo et l'auteur lui-même, désignés par le tribunal d'Apollon pour une inspection de l'hôpital des lettres installé dans une bibliothèque de Lisbonne). 
Dans Relógios falantes (Horloges parlantes), l'auteur fait discuter deux horloges d'église, celle de l'église des Chagas à Lisbonne, et celle de la ville de Belas, représentant la ville et la campagne - de manière à faire entendre que dans tous les endroits où vivent les hommes (que ce soit en milieu champêtre ou en milieu urbain) il existe de l'hypocrisie et de la frivolité. 
Dans Escritório do Avarento (Secrétaire de l'avare) ce sont quatre pièces de monnaie dans le tiroir d'un avare, qui parlent de corruption. 
Et dans Visita das fontes (Visite des fontaines), c'est la Fontaine Neuve du Terreiro do Paço (aujourd'hui place du Commerce), La Fontaine Vieille du Rossio, la statue d'Apollon qui surmonte la première fontaine et la sentinelle qui la garde qui discutent. Ici, à un endroit très fréquenté, les piétons sont classifiés selon leurs vices, et D. Francisco fait ainsi un portrait satirique de la société Lisboète de l'époque.
C'est aussi dans "A visita das fontes", que l'on trouve la phrase souvent citée comme une apologie de Lisbonne : 
| “A melhor parte do mundo é Europa; a melhor parte de Europa, Espanha; a melhor parte de Espanha, Portugal; a melhor parte de Portugal, Lisboa; a melhor parte de Lisboa, o Rossio; a melhor parte do Rossio, as casas de meu pai que estão no meio e vêem os touros da banda da sombra”. | “La plus belle partie du monde, c'est l'Europe ; la plus belle partie de l'Europe, l'Espagne ; la plus belle partie de l'Espagne, le Portugal ; la plus belle partie du Portugal, Lisbonne ; la plus belle partie de Lisbonne, le Rossio ; la plus belle partie du Rossio, les maisons de mon père, côté ombre, qui sont au milieu et regardent les taureaux”. |

Mais comment ne pas apercevoir dans cette phrase aussi et surtout, en dehors de cet amour pour le Portugal, combien il condense le "monde" entier, tout le visible, toute la "réalité", jusqu'à presque l'abolir comme accessoire dans une image fugitive, entre ombre et lumière (la réalité n'est elle pas que cela?), un jour (tous les jours) d'enfance dans la maison de son père ?
Un cinquième apologue Feira de Anexins ("Foire des sentences populaires"), incomplet, ne sera publié qu'en 1875, par le bibliographe Inocencio Francisco da Silva. On y constate à nouveau le penchant de l'auteur pour les proverbes.

#### Lettre pour guider les mariés(Carta de Guia de Casados)
La Carta de Guia de Casados publiée à Lisbonne en 1651, est une de ses œuvres majeures, où il tisse des considérations sur la vie conjugale et familiale. 
Elle fut écrite en pensant à un ami qui allait se marier. Datée dans les options qu'elle défend (dans un esprit machiste), la carta (lettre) est encore lue pour sa rigueur stylistique, ses épisodes anecdotiques, et des passages malicieux qui alternent avec des passages plus démonstratifs et axiomatiques (avec une profusion de proverbes). 
En dépit du fait d'être écrite sous forme de lettre, la « carta », par son extension, est considérée, par-dessus tout, comme un traité moral, où on défend le « mariage de raison » au détriment du mariage trouvant son origine dans la passion, considéré par lui comme un acte irrationnel qui amène une vie conjugale instable et malheureuse (« amours qui à beaucoup nuisirent plus qu'ils ne profitèrent »), au contraire du mariage qui se fonde sur l'« amour-amitié » qui, au long de la vie, s'affirme par le respect mutuel et par une intimité croissante. 
La femme est décrite dans cette œuvre comme l'élément qui doit se soumettre à l'autorité du mari. Il ne nie pas, malgré tout, les capacités intellectuelles féminines, on dit même que la femme a des facultés mentales supérieures aux hommes sous certains aspects, ce qui les rendrait, par conséquent, plus dangereuses : «  leur agilité à comprendre et à discourir qui les avantage, il est nécessaire de le tempérer avec beaucoup de précaution ». 
L'auteur défend pour cela, que la femme ne doit pas trop cultiver son intelligence et que les seuls livres adéquats sont « le coussin à coudre ». À l'homme, il revient d'être sérieux, fuir les vices, et se consacrer à son épouse et son foyer. Réflexe de l'époque, cependant, on pardonne certains faux pas au mari (et l'on donne même certains conseils pour les fils bâtards). Quelques proverbes de cette œuvres restèrent fameux comme « Que Dieu me garde d'une mule qui hennit et d'une femme qui parle latin ». 
Tout le texte s'assume comme des conseils d'un célibataire à un autre célibataire - une conversation d'hommes qui, éventuellement pourra être lue par quelque femme. Peut-être est-ce pour cela que le livre se termine sans offenser personne. Finalement, l'auteur n'avait pas d'expérience directe sur le sujet traité et l'assume clairement. Déjà dans ses Œuvres métriques, la première églogue est sur le mariage. utilisant le vers heptasyllabique, utilisé aussi par Bernardim Ribeiro et Francisco de Sá de Miranda, au XVIe siècle, D. Francisco résume presque ses théories dans ce petit extrait :
| André quer mulher fermosa, Mas que não tenha ceitil; Gil não quer mulher fermosa : Quer-la feia e bondosa. Isto quer o André e o Gil. | André la veut jolie sa dame, mais il la veut sans un sou, Gil ne veut pas de jolie dame, il la veut laide et gentille. C'est ce que veut André et Gil |

Il fait un catalogue des femmes dans cette œuvre en suivant le même principe de valorisation de la soumission, de la retenue, se servant de Marguerite de Valois comme modèle de femme à suivre par les autres.

### Œuvres ésotériques

#### Traité de la Science Kabbalistique(Tratado da Ciência Cabala)
On peut, aussi, évoquer son Tratado da Ciência Cabala (publié à titre posthume en 1724, et sans doute écrite entre 1654 et 1658), dédié à Dom Francisco Caetano de Mascarenhas. Ce traité, parlant d'ésotérisme, courait le risque probable d'être censuré par le Saint Office. On constate effectivement, une certaine prudence dans la forme avec laquelle l'auteur expose ses connaissances. 
Il semble que ce qui pousse D. Francisco à l'écrire, soit d'abord une impulsion baroque, à savoir des préoccupations d'ordre rhétorique. 

#### «Pourquoi?»(Quare?)
Pour élaborer son D. Teodosio II, issu d'une commande royale, Melo travaille dans les années 1640 avec son cousin D. Francisco, poète, peintre et dessinateur auquel il est très lié. À sa demande, et sous ses directives, celui-ci crée un mystérieux frontispice pour le livre, que Melo explique ainsi dans une lettre adressée à Azevedo, datée du 10 mai 1649 : "Dans ce livre Teodosio, que j'écris pour Sa Majesté,(...) j'ai fait éclore un caprice par mon cousin Francisco, qui l'a mis en image avec brio, pour en tirer une gravure qui servira de frontispice au livre véritable ; (...) ainsi est le dessin : - la Vérité sous les traits d'une nymphe peignant sa toile ; et derrière, une autre nymphe, la Mémoire, lui dicte à l'oreille ce qu'elle doit peindre. Sur la toile on voit la personne du Duc Teodosio (...). Derrière se trouve Mercure, broyant les couleurs, signifiant le style (parce qu'il est le dieu de l'Éloquence) (...)."

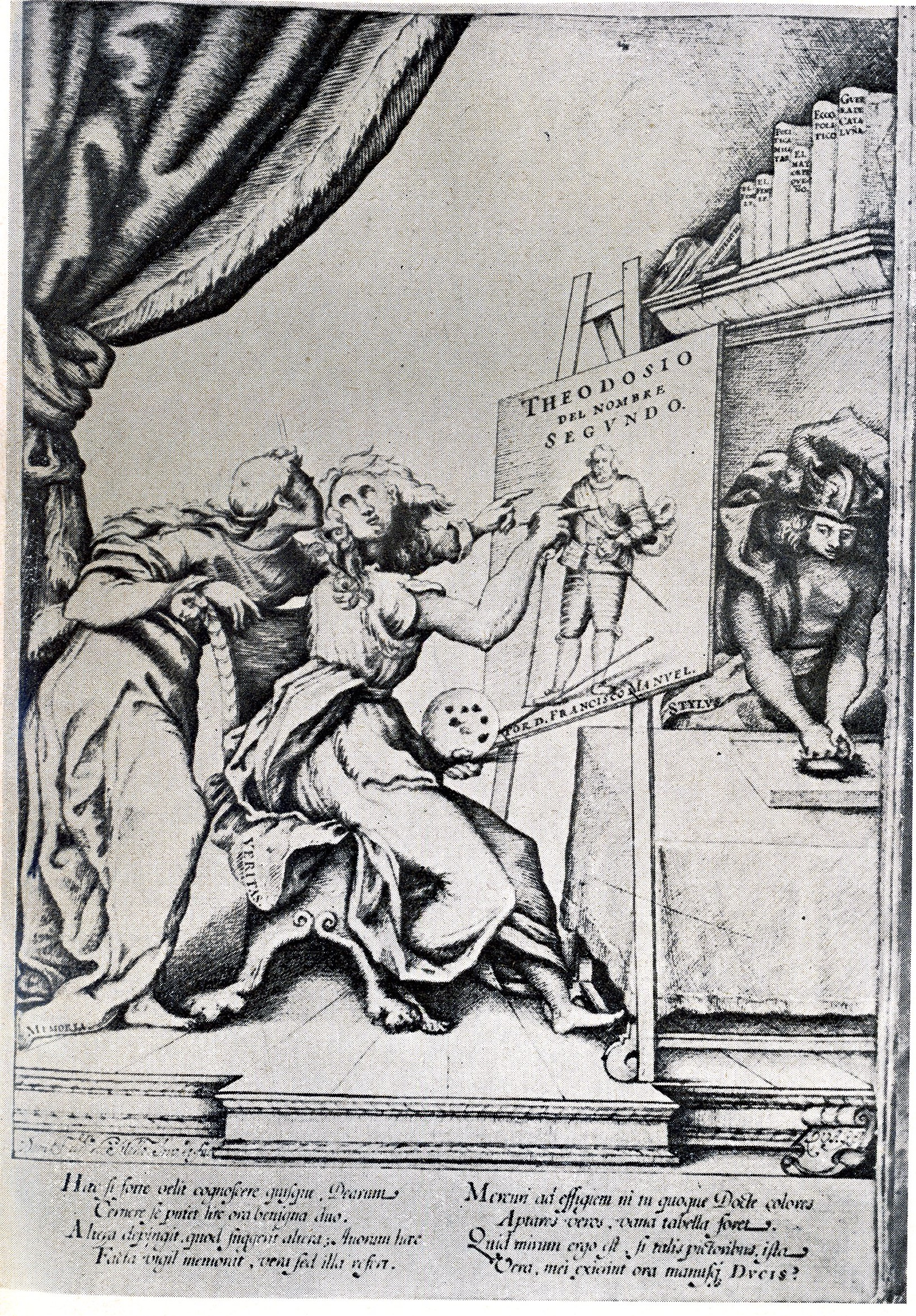
Frontispice de D. Teodosio II, dessiné par un cousin de l'auteur, sous la direction de ce dernier

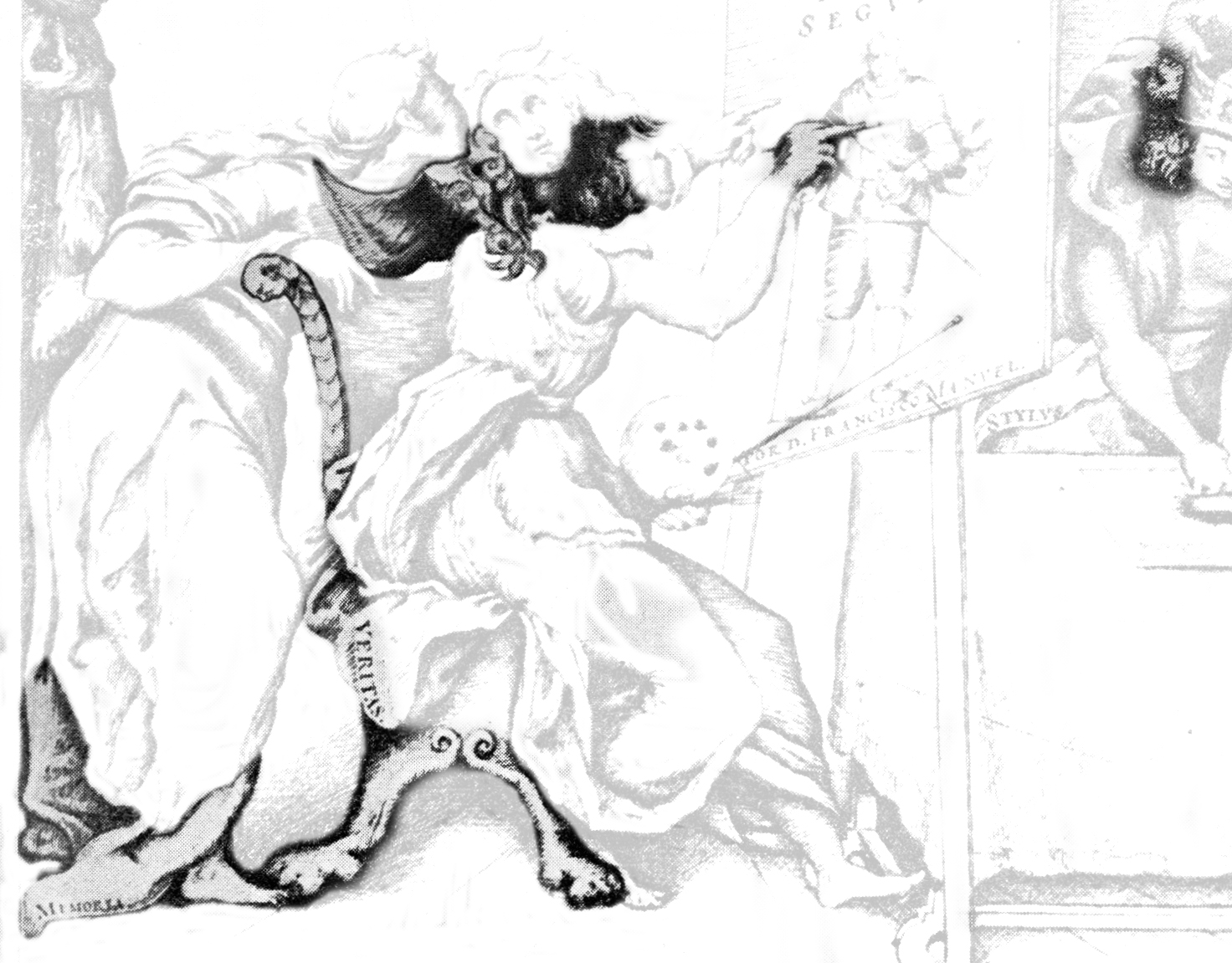
Trois (ou quatre) têtes semblent apparaître... sous le regard d'un hibou.

À cette époque, Melo, qui est enfermé depuis 5 ans, s'intéresse à tout, notamment à la Kabbale, et l'hypothèse d'un message ésotérique à destination du roi inséré dans le frontispice a parfois été avancée. En regardant attentivement ce dessin, on peut y distinguer trois (ou quatre) figures dissimulées, qui semblent être plus que des traits arrachés au hasard du dessin. Dans ses lettres et ce qu'il reste des documents de l'époque, Melo affirme que ce sont un (ou des) ennemis puissants qui ont obtenu son enfermement, avec la caution du Roi. Ayant épuisé tous les recours possibles (qui en des circonstances normales l'auraient fait libérer depuis longtemps), peut-être Melo a-t-il décidé de profiter de la commande royale pour élaborer ce frontispice et pouvoir y insérer l'histoire de son drame : d'un côté, en haut de la pyramide, comme venant après un corps de serpent, un visage de profil d'homme chauve et corpulent, (peut-être ce fameux ennemi) ; à l'un de ses pieds, aux pieds de la chaise, la tête foulée de Dom Francisco, cheveux longs, encore jeune (une quarantaine d'années) ; l'autre pied de la chaise semblant fouler le pied de la nymphe de la mémoire, et indiquant, à gauche de base de la pyramide une autre tête, cheveux courts et bruns, grands yeux noirs, sortant de derrière des rideaux, ou bien avec un corps fantomatique, couché sur le mot "Memoria" (mémoire), peut-être ce mort à l'origine du drame, et que regarde la première figure, au sommet. À droite, dans les cheveux de Mercure, une figure de cadavre ? surmontée d'une sorte d'horloge. Au centre, dominant le tout, un hibou, ou une chouette, serres exagérées, semblant pointer ces deux ensembles de ses ailes déployées. En bas enfin, dans une sorte de phylactère à l'extrême droite, ce mot :" Quare ?", adverbe latin, signifiant "Pourquoi ?". Mot que l'on retrouve à la page de titre de ce fameux codice où se trouvait le dessin, et sur le frontispice de nombre de ses ouvrages, et qui exprimerait le sentiment d'injustice profonde ressenti devant un enfermement arbitraire. Ce frontispice qui finalement n'a jamais été publié, sauf dans une édition datant de 1944, est resté à l'état d'ébauche.

### Œuvres épistolaires

#### Lettres familières(Cartas Familiares)
D. Francisco, de par sa condition de prisonnier, écrivit de très nombreuses lettres, à ses amis notamment. En 1664, alors qu'il est à Rome, il en publie une "première partie" (il n'en publiera malheureusement pas d'autres), qu'il appellera Cartas Familiares (Lettres familières). C'est une œuvre importante qui nous fait voir sa pensée presque au jour le jour, constituée de près de 500 lettres, dont on remarquera celles adressées à son ami Francisco de Quevedo.

### Philosophie

#### Œuvres morales(Obras Morales)
Cette même année, et toujours à Rome, il veut commencer à publier ses œuvres complètes qu'il a préparées et rassemblées. Les maisons d'éditions sont soigneusement choisies. À Rome ce sera la maison "Falco y Varesio" : il commence par ses "œuvres morales", "El Fenis de Africa" (sur Saint Augustin), "El Mayor Pequenõ" (sur Saint François d'Assise), et "Victoria del Hombre".

### Poésie

#### Œuvres métriques(Obras Métricas)

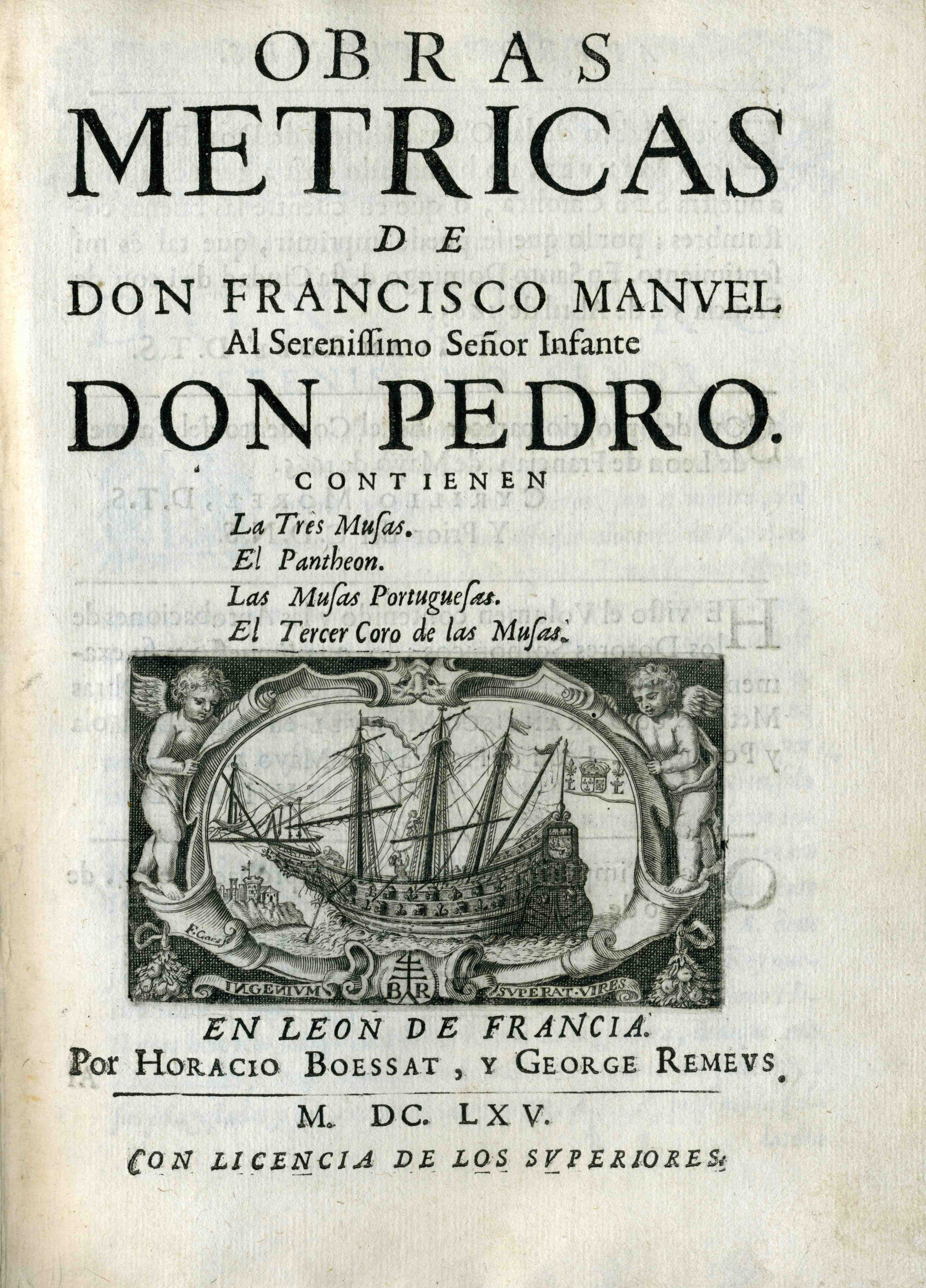
Francisco Manuel de Melo. Obras métricas. Lyon, 1665

En 1628 il publia un ensemble de sonnets. C'est cependant, dans ses Obras Métricas (Œuvres métriques), Lyon, 1665, que l'auteur se montre le digne représentant du style baroque, reflétant aussi l'influence de la Renaissance et du Maniérisme portugais.
Parmi l'œuvre poétique publiée dans ce volume on trouve aussi la pièce Auto do Fidalgo Aprendiz, parce qu'elle est écrite en vers.
Le thème du dérèglement du monde prédomine dans sa poésie, ainsi que dans la majorité de la poésie baroque. 
Cette œuvre poétique est divisée en trois parties : la première et troisième, en espagnol et la seconde en portugais. 
La première partie, Las três musas del Melodino, publiée pour la première fois à Lisbonne en 1649, est divisée en El harpa de Melpómene (La harpe de Melpomène), La cítara de Érato (La cithare d'Érato) et La tiorba de Polymnia (La théorbe de Polymnie). 
La seconde partie, désignée par As Segundas Três Musas do Melodino se divise en A Tuba de Calíope (La Trompette de Calliope), A Sanfonha de Euterpe et A Viola deTalia (Thalie). 
La troisième partie désignée par El Tercer Coro de las Musas del Melodino, se divise en La Lira de Clio (La lyre de Clio), La Avena de Tersicore (Terpsichore) et La Fistula de Urania (La flûte d'Uranie). 
Dans A Tuba de Calíope (La Trompette de Calliope), environ cent sonnets transmettent ses réflexions qui allient l'ironie au pessimisme baroque, à travers des sentences moralistes typiques de l'auteur. 
Dans la Sanfonha de Euterpe (Vielle d'Euterpe), on trouve le fameux poème Canto da Babilónia (Chant de Babylone), inspiré par le non moins célèbre poème de Camões, (Camoens) Babel e Sião (Babel et Sion) ; les églogues Casamento, Temperança et Rústica, influencées par le style de Sá de Miranda, se trouvent dans le même volume. 
Le thème de la mort est présent à diverses reprises, comme avec le sonnet Vi eu um dia a Morte andar folgando (J'ai vu un jour folâtrer la mort), où est évoqué le pouvoir désordonné, chaotique et déséquilibré que la mort impose au monde des vivants et des insouciants.
Ce volume des Obras métricas, ainsi que ceux des Obras Morales publiées à Rome l'année précédente, font partie d'une stratégie éditoriale de l'auteur qui voulait publier ses œuvres complètes sous son contrôle. D'où sa présence à Lyon en cette année 1665 chez les fameux éditeurs Horace Boissat et Georges Remeus. Toutes les parties de ce volume sont précédées de nombreuses pages préliminaires, dues à l'auteur, aux éditeurs (mais celles-ci sans doute elles-mêmes rédigées par Melo) qui présentent les idées de Melo quant à son œuvre et le rapport qu'il conçoit - très moderne - entre la lecture et l'écriture. Ces pages ont fait l'objet d'une étude de Anne Cayuela, en 1992 : La stratégie préliminaire des Obras Métricas de Francisco Manuel de Melo.

### Œuvres historiques

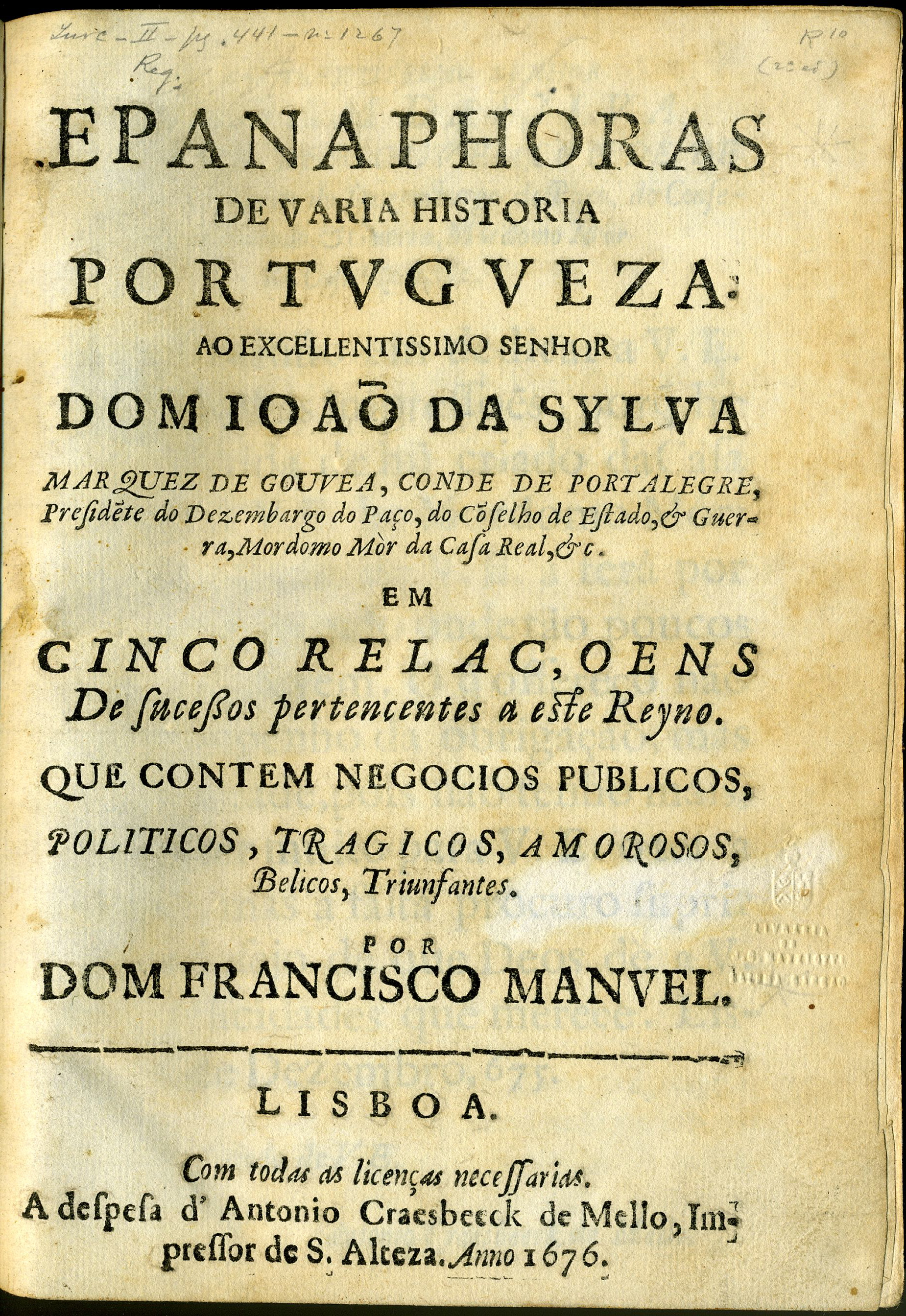
Epanáphoras de Vária História Portugueza

#### Epanaphores d'Histoire portugaise(Epanáforas de Vária História Portuguesa)
L'épanaphore est une figure qui consiste à répéter le même mot au commencement de chacun des membres d'une période.
Son œuvre historique inclut les Epanáforas de Vária História Portugueza (Lisbonne, 1660) sur des thèmes en relation avec le Portugal. 
Les cinq Épanaphores sont : la Tragique de 1627, la Politique de 1637, la Belliqueuse de 1639, la Triomphante de 1654 et l'Amoureuse. 
L'Épanaphore amoureuse est considérée comme une œuvre pionnière dans le genre de la nouvelle historique et mélodramatique, chez D. Francisco, et avec cette même caractéristique on compte aussi El Fénis de África de 1648, sur Saint Augustin, et El Mayor Pequeño (Le Plus Grand Petit), sur Saint François d'Assise, toutes deux en espagnol. 
Elle se divise en deux parties, la première racontant l'épisode légendaire de la découverte de l'île de Madère par deux amants anglais fugitifs, Ana d’Arfert et Roberto Machim. La deuxième partie décrit la découverte de l'archipel par João Gonçalves Zarco et Bartolomeu Perestrelo. 
L'Épanaphore Belliqueuse s'occupe de la confrontation entre les Hollandais et les Espagnols dans la Manche, à laquelle D. Francisco participa aussi, en 1639.
LÉpanaphore triomphante évoque la Restauration de la souveraineté portugaise dans l'État du Pernambouc, qui culmine avec l'expulsion des hollandais, à la même époque que la Restauration au Portugal.
De la Tragique, il existe une traduction française de Georges Boisvert dans Le Naufrage des Portugais, édition Chandeigne, mars 2000, d'où nous extrayons cette citation, témoin et acteur, traduisant ainsi la morale de son temps : « Dieu a confié à l’homme la vie qu’Il lui a donnée avec le devoir de la préserver comme une chose qui Lui appartient, sans se soucier de la conservation de celle d’autrui. Il nous a chargés seulement de prendre soin de notre propre vie sous la condition de ne pas offenser la nature humaine»
L'Épanaphore Politique, traite d'une insurrection contre la domination Philippine, la révolte d'Évora, ou du Manuelinho, en 1637.

#### Histoire de la révolte et de la séparation de la Catalogne(História de los Movimientos y Separación de Cataluña)
(février 2009).
Cette histoire d'une autre insurrection contre la domination des Philippe de 1640, catalane cette fois, écrite en 1645, en espagnol, sous le pseudonyme de Clemente Libertino, et à laquelle comme indiqué précédemment il avait pris part du côté du pouvoir, est considérée comme une œuvre majeure de la littérature espagnole.
Voici ce qu'en dit, en 1842, Léonce de Lavergne
"Avec Melo nous trouverons l'originalité d'un sujet contemporain (...) et ce qu'a de coulant et de net le style de (l'historien espagnol) Moncada uni à ce qu'a de fort et d'antique la manière de l'historien de la guerre de Grenade, (Mendoza).
Quand Melo parut, on en était déjà à la seconde moitié du siècle d'or. La première génération, celle de Cervantes, de Mariana, de Lope de Vega, avait disparu; la seconde, celle de Calderon et de Moreto, tirait à sa fin. Nous avons vu avec Mendoza le premier effort de la grande histoire en Espagne; nous allons voir le dernier avec Melo.
L'histoire de Melo ne parut pas d'abord sous son nom. Il prit le nom de Clemente Libertino, Clément l'Affranchi, parce qu'il était né le jour de saint Clément et qu'il se considérait sans doute comme un ancien esclave de l'Espagne affranchi par l'émancipation du Portugal. De plus, il dédia son livre au pape Innocent X, sous prétexte que le pape était le juge suprême entre un roi et une rébellion. Ces diverses précautions décèlent un véritable embarras et une sorte de honte; évidemment Melo avait quelque peine à s'avouer l'auteur d'une œuvre écrite dans une autre langue que la sienne, et dont le sujet lui avait été donné par une nation étrangère et ennemie. Il est heureux qu'il n'ait pas complètement cédé à ces scrupules et qu'il n'ait pas supprimé son histoire; l'Espagne y aurait perdu un des plus beaux monuments de sa littérature, et le genre historique un de ses chefs-d'œuvre.
Son sujet est bien loin d'avoir un grand intérêt national. Lui-même s'en plaint en plus d'un endroit. «On accusera, dit-il dès le début, mon histoire d'être triste, mais on ne peut raconter des tragédies sans catastrophes. » Et plus loin : «Je voudrais être venu dans des temps de gloire; mais puisque la fortune, en donnant à d'autres l'honneur d'écrire les heureux triomphes des Césars, ne m'a laissé à raconter que malheurs, séditions, combats et massacres, enfin une sorte de guerre civile et ses lamentables conséquences, j'essaierai du moins de rapporter à la postérité les grands événements du temps présent avec assez de soin et de clarté pour que ce pénible récit puisse soutenir la comparaison avec de plus agréables et de plus utiles. » Comme le dit Melo, son sujet est triste, triste pour les Catalans qui luttent misérablement contre la nécessité, triste pour le roi qui n'obtient qu'avec les plus grands efforts un médiocre avantage. Il y a loin de là à l'effet épique de la dernière guerre des Maures ou de l'expédition aragonaise en Orient. Les mauvais jours étaient venus pour la monarchie de Philippe II; il ne s'agissait plus pour elle de s'agrandir, mais de se conserver. Chaque jour en détachait quelque lambeau, si bien que, le roi Philippe IV ayant pris, malgré ses pertes, le nom de grand, on fit la mauvaise plaisanterie de le comparer à un fossé qui devient d'autant plus grand qu'on lui ôte davantage.
On remarquera cependant le mot dont se sert Melo pour caractériser la guerre qu'il va raconter : « une sorte de guerre civile ». Ce n'était pas tout à fait une guerre civile au temps de Melo qu'une lutte entre Castillans et Catalans. « Parmi les nations de l'Espagne, dit ailleurs l'historien, la Catalogne est la plus attachée a sa liberté.» Encore aujourd'hui, l'esprit de cette province est particulièrement indépendant; c'était bien autre chose encore il y a deux siècles. Avant d'être complètement réduite par Philippe V, Barcelone n'a pas soutenu moins de cinq sièges en soixante ans, et le dernier, en 1713 et 1714, contre les forces réunies de la France et de l'Espagne. Le soulèvement dont il s'agit fut un des plus terribles, il commença en 1639 et ne finit qu'en 1653. On put croire un moment que c'en était fait, et que la couronne d'Espagne perdait la Catalogne, comme elle venait de perdre le Portugal, l'Artois et le Roussillon. Géographiquement la Catalogne n'était pas plus unie au reste de la péninsule que le Portugal, et elle n'en était guère moins distincte historiquement. Long-temps elle n'avait fait qu'un avec la Cerdagne et le Roussillon, et elle était encore indécise entre les tendances qui la poussaient vers la France et celles qui la poussaient vers l'Espagne. Ces dernières ont fini par l'emporter, comme plus naturelles, mais non sans résistance et sans déchirements.
Considérée sous ce point de vue, l'insurrection de 1639 a plus d'importance qu'une insurrection ordinaire. Ce n'est pas seulement une population qui se soulève contre son gouvernement, c'est une nationalité qui se débat contre l'absorption. Les Catalans révoltés se donnèrent à la France; Richelieu et Mazarin envoyèrent successivement des troupes à leur secours; la Maison d'Autriche et la Maison de Bourbon se heurtèrent en Catalogne en même temps que sur beaucoup d'autres points. En voilà autant qu'il en fallait pour donner lieu à une grande histoire comme celle du soulèvement des Pays-Bas ou de la révolution du Portugal; il n'y manquait que la consécration du succès. Malheureusement le livre de Melo est bien loin d'être la relation complète de cette insurrection. Des treize années que dura la guerre, il ne raconte que la première. Il s'arrête au moment où il quitta l'armée, c'est-à-dire au premier siège de Barcelone par le marquis de Los Veles, et n'écrit que ce qu'il a vu. À cette époque, l'affaire était loin de la gravité qu'elle prit depuis. Ce n'était encore qu'une querelle de prince à sujets; les deux plus puissantes monarchies du monde ne s'étaient pas rencontrées sur ce champ de bataille; Philippe IV n'avait pas marché en personne contre les rebelles, Richelieu n'avait pas pris Perpignan; le mouvement de Barcelone n'avait encore d'autre valeur que celle d'un épisode isolé et en quelque sorte domestique.
Il est extrêmement fâcheux que Melo n'ait pas écrit toute l'histoire de la guerre de Catalogne. Au lieu d'être un fragment précieux, son livre serait un monument. Mais, si l'ouvrage a peu d'importance historique, il n'en est pas de même sous le rapport littéraire. Melo réalise l'idéal que Mendoza avait cherché. Sa manière est la complète harmonie des formes grecques et latines et du génie espagnol. Ses compatriotes, grands amis de comparaisons antiques, disent que c'est le Tacite de l'Espagne. Il n'y a pas trop d'exagération dans cet ambitieux rapprochement. Le style de Melo n'est pas tout à fait exempt de l'enflure nationale ; c'est le seul défaut qu'on puisse lui reprocher. Au reste, il est ferme, énergique, concis, et en même temps animé et pittoresque. Ses jugements sont plus raisonnés que ceux de Mendoza, ses réflexions mieux appropriées. Quant au point de vue, il est le même. Melo n'est pas moins sévère pour le despotisme de Philippe IV, que Mendoza pour celui de Philippe II. Il est remarquable que les deux plus beaux fragments historiques que possède l'Espagne soient des critiques de son gouvernement.
Le premier livre contient le récit du soulèvement de Barcelone et de l'assassinat du comte de Santa-Coloma, vice-roi. Nous allons essayer de traduire la dernière partie de ce récit, qui passe pour un chef-d'œuvre. On y verra que les émeutes se ressemblent beaucoup dans tous les temps. On trouve dans celle-ci tout ce qui caractérise de nos jours ces sortes d'échauffourées en Espagne, et même ailleurs: la sourde agitation du peuple au début, la complicité tacite des magistrats municipaux, le petit nombre et la bassesse des hommes d'action, l'abandon complet des représentants de l'autorité centrale, les lâches conseils, les précautions timides, la crainte de la responsabilité, la milice fraternisant avec les mutins, le désordre pénétrant peu à peu partout et relâchant tous les liens du devoir et de l'obéissance, la fureur populaire une fois déchaînée se portant aux plus grands excès, et quelquefois une catastrophe sanglante terminant la tragédie. Malgré son penchant pour la cause des Catalans, Melo ne flatte pas le portrait; il le peint au contraire des plus vigoureuses couleurs, de sorte qu'il semble avoir donné le programme éternel, et comme la formule générale des fameux pronunciamientos.
« Le mois de juin venait de commencer. C'est l'usage antique de la province que, dans ce mois, descendent des montagnes sur Barcelone des bandes de moissonneurs, gens pour la plupart violents et hardis, qui vivent librement le reste de l'année, sans occupation et habitation certaines. Ils portent le désordre et l'inquiétude partout où ils sont reçus, mais il paraît que, le moment de la moisson venu, on ne peut pas se passer d'eux. Cette année, les hommes de sens craignaient particulièrement leur arrivée, pensant bien que les circonstances présentes favoriseraient leur audace, au grand dommage de la paix publique. Ils entraient habituellement à Barcelone la veille de la fête du corps du Seigneur. Il en arriva plus tôt cette année, et leur nombre, plus grand qu'à l'ordinaire, donna de plus en plus à penser à ceux qui se défiaient de leurs projets. Le vice-roi, averti de cette nouveauté, essaya de détourner le danger. Il fit dire à la municipalité qu'il lui paraissait convenable, à la veille d'un jour si sacré, que l'entrée de la ville fût interdite aux moissonneurs, de peur que leur nombre n'encourageât le peuple, qui s'agitait déjà, à tenter quelque mauvais coup.
« Mais les conseillers de Barcelone (ainsi se nomment les magistrats municipaux, qui sont au nombre de cinq), satisfaits en secret de l'irritation du peuple, et espérant que de ce tumulte sortirait la voix qui appellerait un remède aux malheurs publics, s'excusèrent sur ce que les moissonneurs étaient hommes connus et nécessaires pour la récolte. Ce serait, disaient-ils, une grande cause de trouble et de tristesse que de fermer les portes de la ville; on ne savait d'ailleurs si la multitude consentirait à obéir à l'ordre d'un simple héraut. Ils essayaient ainsi de faire peur au vice-roi, pour qu'il adoucît la dureté de ses manières; d'un autre côté, ils cherchaient à se ménager une justification, quoi qu'il arrivât. Santa-Coloma leur répondit impérieusement, en insistant sur le péril qui les attendait s'ils continuaient à recevoir de tels hommes; mais les magistrats lui répondirent à leur tour qu'ils n'osaient point montrer à leurs concitoyens une telle méfiance, qu'on voyait déjà les effets de semblables soupçons, qu'ils faisaient armer quelques compagnies de la milice pour maintenir la tranquillité, que, dans tous les cas, si leur faiblesse était insuffisante, ils auraient recours à son autorité; car c'était à lui d'agir, comme gouverneur de la province, tandis que les conseillers de la ville n'avaient que des avis à donner. Ces raisons arrêtèrent le vice-roi; il ne crut pas convenable de prier, ne pouvant se faire obéir, et il craignit de montrer aux magistrats qu'ils étaient assez puissants pour avoir peut-être son sort dans les mains.
« Cependant arriva le jour où l'église catholique célèbre la fête du saint sacrement de l'autel; c'était, cette année-là, le 7 juin. L'affluence des moissonneurs qui entraient en ville dura toute la matinée. Il en vint près de deux mille qui, réunis à ceux des jours précédents, formaient un total de plus de deux mille cinq cents hommes, dont plusieurs avaient d'affreux antécédents. Beaucoup avaient ajouté, dit-on, des armes nouvelles à leurs armes ordinaires, comme s'ils avaient été convoqués pour quelque grand dessein. Ils se répandaient en entrant dans toute la ville; on les voyait se réunir par groupes bruyants dans les rues et sur les places. Dans chacun de ces groupes, il n'était question que des querelles du roi et de la province, de la violence du vice-roi, de l'emprisonnement du député et des conseillers, des tentatives de la Castille et de la licence des soldats. Puis, frémissants de colère, ils marchaient en silence çà et là, leur fureur comprimée ne cherchant qu'une occasion pour éclater. Dans leur impatience, s'ils rencontraient quelque Castillan, ils le regardaient avec moquerie et insulte, quel que fût son rang, pour l'amener à un éclat. Enfin, il n'y avait aucune de leurs démonstrations qui ne présageât une catastrophe.
«En ce temps-là se trouvaient à Barcelone, attendant la nouvelle campagne, un grand nombre de capitaines et officiers de l'armée, et autres serviteurs du roi catholique, que la guerre de France avait appelés en Catalogne; ils étaient vus en général avec déplaisir par les habitants. Les plus attachés au roi, avertis par le passé, mesuraient leurs démarches; les libres allures de la soldatesque étaient suspendues. Déjà plusieurs personnages de rang et de qualité avaient reçu des affronts que l'ombre de la nuit ou la crainte avaient tenus cachés. Les symptômes d'une rupture devenaient de plus en plus nombreux. Il y eut des maîtres de maison qui, s'apitoyant sur leurs hôtes, leur conseillèrent bien à l'avance de se retirer en Castille; d'autres qui, dans l'emportement de leur rage, les menaçaient, à la moindre occasion, du jour de la vengeance publique. Ces avertissements décidèrent un grand nombre d'entre eux, que leur emploi obligeait à accompagner le vice-roi, à se dire malades et dans l'impossibilité de le suivre; d'autres, dédaignant ou ignorant le danger, allèrent au-devant.
« L'émeute s'était bientôt déclarée sur tous les points. Bourgeois et campagnards couraient en désordre. Les Castillans, terrifiés, se cachaient dans les lieux secrets, ou se confiaient à la fidélité suspecte des habitants, qu'ils tâchaient d'émouvoir, ceux-ci par la pitié, ceux-là par l'adresse, d'autres par l'or. La force publique accourut pour comprimer les premiers mouvements, en cherchant à reconnaître et à saisir les auteurs du tumulte. Cette mesure, généralement mal accueillie, donna un nouvel aliment à la fureur populaire, comme des gouttes d'eau jetées sur une fournaise ne font qu'aviver le feu.
« On remarquait, parmi les séditieux, un moissonneur, homme féroce et terrible. Un officier subalterne de la justice le reconnut et essaya de l'arrêter; il s'ensuivit une rixe; le paysan fut blessé; ses compagnons accoururent en foule à son secours. Chaque parti fit de grands efforts, mais l'avantage resta aux montagnards. Quelques soldats de milice préposés à la garde du palais du vice-roi se dirigèrent vers le tumulte, que leur présence grossit au lieu de le calmer. L'air retentit de cris furieux. Les uns criaient vengeance; d'autres, plus ambitieux, appelaient la liberté de la patrie. Ici c'était : Vive la Catalogne et les Catalans! là : Meure le mauvais gouvernement de Philippe! Formidables furent ces premières clameurs à l'oreille de ceux qu'elles menaçaient. Presque tous ceux qui ne les proféraient pas les écoutaient avec terreur, et n'auraient jamais voulu les entendre. L'incertitude, l'épouvante, le danger, la confusion, étaient égaux pour tous, tous attendaient la mort par instants, car une populace irritée ne s'arrête guère que dans le sang. De leur côté, les rebelles s'excitaient mutuellement au carnage; l'un criait quand l'autre frappait, et celui-ci s'animait encore à la voix de celui-là. Ils apostrophaient les Espagnols des noms les plus infâmes, et les cherchaient partout avec acharnement. Celui qui en découvrait un et le tuait était réputé par les siens vaillant, fidèle et heureux. La milice avait pris les armes, sous prétexte de rétablir la tranquillité, soit par l'ordre du vice-roi, soit par l'ordre de la municipalité, mais, au lieu de réprimer le désordre, elle ne fit que l'accroître.
« Plusieurs bandes de paysans, renforcées d'un grand nombre d'habitants de la ville, s'étaient portées sur le palais du comte de Santa-Coloma, pour le cerner. Les députés de la générale et les conseillers de ville accoururent aussitôt. Cette précaution, loin d'être utile au vice-roi, augmenta son embarras. Là fut ouvert l'avis qu'il ferait bien de quitter Barcelone en toute hâte, vu que les choses n'étaient déjà plus au point où il fut possible d'y porter remède. Pour le déterminer, on lui cita l'exemple de Don Hugues de Moncada, qui, dans une circonstance analogue, s'était retiré de Palerme à Messine. Deux galères génoises à l'ancre près du môle offraient encore une espérance de salut. Santa-Coloma écoutait ces propositions, mais avec l'esprit si troublé que sa raison ne pouvait déjà plus distinguer le faux du vrai. Peu à peu il se remit; il congédia d'abord presque tous ceux qui l'accompagnaient, soit qu'il n'osât pas leur dire autrement de songer à sauver leur vie, soit qu'il ne voulût pas avoir de si nombreux témoins dans le cas où il serait contraint de se retirer. Puis il rejeta le conseil qu'on lui donnait comme ayant de grands dangers, soit pour Barcelone, soit pour toute la province. Jugeant que la fuite était indigne de sa position, il sacrifia intérieurement sa vie à la dignité du mandat royal, et se disposa à attendre fermement à son poste toutes les chances de sa fortune.
« De la conduite des magistrats dans cette affaire, je n'en veux rien dire. Tantôt la crainte, tantôt le calcul, les portaient à agir ou à s'effacer, suivant leurs convenances. On donne pour certain qu'ils ne purent jamais croire que le peuple en viendrait à de telles extrémités, n'ayant guère tenu compte de ses premières démonstrations. De son côté, le misérable vice-roi continuait à s'agiter, comme le naufragé qui travaille encore à atteindre le rivage. Il tournait et retournait dans son esprit le mal et le remède : dernier effort de son activité qui devait être le dernier acte de sa vie. Renfermé dans son cabinet, il donnait des ordres par écrit et de vive voix; mais on n'obéissait déjà plus ni à ses écrits ni à ses paroles. Les fonctionnaires royaux ne cherchaient qu'à se faire oublier et ne pouvaient lui servir en rien; quant aux fonctionnaires provinciaux, ils ne voulaient ni commander ni encore moins obéir. Pour dernière ressource, il voulut céder aux réclamations du peuple, et lui remettre la direction des affaires publiques; mais le peuple ne voulait déjà plus recevoir de lui aucune concession, car nul ne consent à devoir à un autre ce qu'il peut prendre par lui-même. Il ne put seulement pas réussir à faire connaître sa résolution aux mutins; la révolte avait tellement désorganisé l'administration, qu'aucun de ses ressorts rie fonctionnait plus, comme il arrive au corps humain dans les maladies.
« A ce nouveau désappointement, il reconnut enfin combien sa présence était inutile, et ne songea plus qu'à sauver ses jours. Peut-être n'y avait-il d'autre moyen de calmer les mutins que de leur donner satisfaction en quittant la ville. Il l'essaya, mais sans succès. Ceux qui occupaient l'arsenal et le boulevard de la mer avaient forcé à coups de canon une des galères à s'éloigner. D'ailleurs, pour se rendre jusqu'au port, il fallait passer sous la bouche des arquebuses. Il rentra donc, suivi d'un petit groupe, au moment où les séditieux forçaient les portes. Ceux qui gardaient le palais se mêlèrent aux assaillants ou ne firent aucun effort pour les arrêter. En même temps courait dans la ville une rumeur confuse d'armes et de cris. Chaque maison offrait une scène d'horreur : on incendiait les unes, on ruinait les autres; aucune n'était respectée par la fureur populaire. La sainteté des temples était oubliée; les asiles sacrés des cloîtres n'arrêtaient pas l'audace des assassins. Il suffisait d'être Castillan pour être mis en pièces, sans autre examen. Les habitants eux-mêmes étaient assaillis au moindre soupçon. Quiconque ouvrait sa porte aux victimes ou la fermait aux furieux était puni de sa pitié comme d'un crime. Les prisons furent forcées; les criminels en sortirent non seulement pour être libres, mais pour commander.
«En entendant les cris de ceux qui le cherchaient, le comte comprit que sa dernière heure était arrivée. Déposant alors les devoirs du grand, il céda aux instincts de l'homme. Dans son trouble, il revint à son premier projet d'embarquement. Il sortit une seconde fois pour se rendre au rivage; mais comme il n'y avait pas de temps à perdre, et que l'accablement retardait sa marche, il ordonna à son fils de prendre les devants avec sa faible suite, pour rejoindre le canot de la galère qui se tenait à portée non sans péril, et de l'y attendre. Ne comptant pas sur sa fortune, il voulait assurer au moins la vie de son fils. Le jeune homme obéit et atteignit l'embarcation, mais il lui fut impossible de la retenir près du rivage, tant on redoublait d'efforts du côté de la ville pour la couler. Il navigua donc vers la galère, qui attendait hors du feu de la batterie. Le comte s'arrêta et regarda le canot s'éloigner avec des larmes bien pardonnables chez un homme qui se sépare à la fois de son fils et de son espérance. Sûr de sa perte, il revint d'un pas chancelant par le rivage qui fait face aux coteaux de Saint-Bertrand, sur la route de Monjuich.
« Cependant son palais était envahi et sa disparition connue de tous; on le cherchait avec fureur de tous les côtés, comme si sa mort devait être le couronnement de cette journée. Ceux de l'arsenal ne le perdaient pas de vue. Tous les yeux étant fixés sur lui, il vit bien qu'il ne pouvait échapper à ceux qui le suivaient. La chaleur du jour était grande, plus grande l'angoisse, certain le péril, vif et profond le sentiment de sa honte. L'arrêt avait été prononcé par le tribunal infaillible. Il tomba par terre en proie à un évanouissement mortel. C'est dans cet état qu'il fut trouvé par quelques-uns de ceux qui le cherchaient, et tué de cinq blessures à la poitrine. Ainsi mourut Don Dalmau de Queralt, comte de Santa-Coloma. Triste leçon pour l'orgueil et l'ambition, car le même homme est dans le même lieu et presque dans le même temps digne d'envie et de pitié. »
Certes, voilà l'histoire dans ce qu'elle a de plus philosophique et de plus dramatique à la fois. Melo est intraduisible, et notre version ne rend qu'à demi les qualités qui distinguent cette admirable narration. Nous espérons cependant qu'il en sera resté assez pour donner envie de connaître l'original : c'est tout ce que nous prétendons. 
Melo est un juste milieu dans toute la force du mot, ce qui est rare, difficile et particulièrement remarquable chez un Espagnol. Il n'aime ni le despotisme ni l'anarchie; son esprit est ferme comme son courage. Il voit tout et juge tout avec une égale résolution. Pour lui comme pour nous, il est impossible d'absoudre ou de condamner, complètement le soulèvement de 1639. D'un côté, l'oppression était réellement intolérable, le gouvernement central méprisable et méprisé, le roi indifférent, le premier ministre ridicule, le vice-roi cruel et insolent; de l'autre, l'insurrection mal commencée et mal conduite ne devait amener que de nouveaux maux, de plus grands désordres, une lutte sans éclat, et enfin une soumission à peu près absolue. Enfant d'un pays qui se révolta presque en même temps que la Catalogne, mais qui parvint à fonder sa liberté, Melo ne pouvait ni séparer ni réunir tout à fait les deux causes, et il faut l'en féliciter, car il est ainsi dans le vrai.
Du reste, cette belle histoire, dont les Espagnols sont aujourd'hui si fiers, a eu long-temps le même sort que celle de Moncada; peu de temps après sa publication, elle tomba dans l'oubli le plus profond, et ce n'est que par hasard qu'elle en est sortie après cent cinquante ans. Un exemplaire de l'édition primitive étant venu, en 1806, entre les mains d'un érudit espagnol, Don Antonio Capmany, celui-ci fut frappé de la perfection singulière du style, et une réimpression en fut faite à Madrid en 1808. Alors commença pour elle la popularité méritée dont elle jouit. Si ce fait est à la honte du temps passé, il est à l'honneur de notre époque." 

### En français
- Epanaphore tragique, in Le Naufrage des Portugais, édition Chandeigne, mars 2000

## Sources
Pour l'essentiel : 
- Pour partie, traduction du même article en portugais.
- Le Dialogue "Hospital das letras" de D. Francisco Manuel de Melo, par Jean Colomès, Paris 1970
- Article du Dicionário de História de Portugal dirigé par Joel Serrão, iniciativas editoriais, lisbonne, 1971
- Article du Dicionário bibliográfico português, de Innocencio Francisco da Silva, Lisbonne, 1987 (réimpression en fac-similé de celle de 1859)
- Francisco Manuel de Melo et Manuel de Meneses (trad. Georges Boisvert), Le naufrage des Portugais sur les côtes de Saint-Jean-de-Luz et d'Arcachon (1627), Paris, Chandeigne, coll. « Magellane », 2000 (ISBN 978-2-906462-60-1).
- "D. Teodósio II ou D. Teodósio Duque de Bragança" de D. Francisco Manuel de Melo, tradução e prefácio de A. Casimiro, Livraria civilização, Porto, 1944
- "Relógios falantes, Apólogo dialogal primeiro" de D. Francisco Manuel de Melo, prefácio de A.C. de A. Oliveira, Livraria Clássica Editora, Lisbonne, 1942
- "Auto do Fidalgo aprendiz" de D. Francisco Manuel de Melo, 2a edição revista por Mendes dos Remédios, França Amado editor, Coimbra, 1915
- "Francisco Manuel De Melo (1608 § 1666) Textos y contextos del Barroco peninsular", par Antonio Bernat Vistarini, Université des îles Baléares, Palma 1992

## Études
http://www.persee.fr/web/revues/home/prescript/article/casa_0076-230x_1992_num_28_2_2612